# Garçon stupide
Pour plus de détails, voir Fiche technique et Distribution.
Garçon stupide est un film franco-suisse réalisé par Lionel Baier et produit par Robert Boner, sorti sur les écrans en 2004.

## Synopsis
Loïc, un jeune garçon de 20 ans travaille comme ouvrier à la chaîne dans une manufacture de barres de chocolat. La nuit, il rencontre machinalement, sur Internet, puis en personne, de nombreux hommes avec qui il laisse libre cours à certains fantasmes sexuels. Il a aussi, dans sa vie, une amie de longue date qui l'héberge chez elle lorsqu'il doit revenir de ses nuits endiablées. Loïc déambule dans son existence sans pourtant la vivre. Trois événements majeurs déclencheront chez lui une soif de passer à l'âge adulte, à l'affirmation et à la découverte de soi. 

## Fiche technique
Il est distribué en France par la compagnie Pierre Grise Distribution, en Suisse par Ciné Manufacture et au Québec par Picture This! Entertainment. Il sort également aux États-Unis en septembre 2005.
Le film a une durée de 1 heure 34 minutes.

## Distribution
- Pierre Chatagny : Loïc
- Natacha Koutchoumov : Marie
- Rui Pedro Alves : Rui Pedro Alves
- Lionel Baier : Lionel
- Khaled Khouri

## Analyse
Une fiction voulant mêler des traits du documentaire et du ciné-réalité au scénario.[réf. souhaitée]

## À noter
- À l'exception de Natacha Koutchoumov, le réalisateur a employé seulement des acteurs non professionnels pour interpréter les personnages.
- Ce film est interdit aux moins de 16 ans pour cause de nudité.
- Le personnage de Lionel, joué par le réalisateur du film, n'apparaît que hors champ de la caméra.